# Tetrorchidium costaricense
Tetrorchidium costaricense är en törelväxtart som beskrevs av Michael J. Huft. Tetrorchidium costaricense ingår i släktet Tetrorchidium och familjen törelväxter. Inga underarter finns listade i Catalogue of Life.